# عمر أورتيز
عمر أورتيز (بالإسبانية: Omar Ortiz)‏ (13 مارس 1976 بمونتيري في المكسيك - ) هو لاعب كرة قدم مكسيكي في مركز حراسة المرمى. شارك مع منتخب المكسيك لكرة القدم. أما مع النوادي، فقد لعب مع أتلانتي إف سي ونادي تشياباس ونادي مونتيري ونادي نيكاكسا ونادي سيلايا وAtlético Celaya ‏.

## وصلات خارجية
- عمر أورتيز على موقع قاعدة بيانات كرة القدم.إي يو (الإنجليزية)
- عمر أورتيز على موقع ناشيونال فوتبول تيمز (الإنجليزية)
- عمر أورتيز على موقع عالم كرة القدم.نت (الإنجليزية)